# Manjimup
Manjimup ist eine Stadt in Western Australia, 300 Kilometer südlich von Perth. Sie liegt am South Western Highway auf halbem Weg zwischen Bunbury und Denmark. Die Stadt Manjimup ist das Zentrum des gleichnamigen Shires, dem größten im Südwesten von Western Australia. Bei der Volkszählung im Jahr 2016 lebten 4213 Menschen in der Stadt.

## Geschichte
Manjimup ist nach den Worten der Noongar-Aborigines Manjin (essbarer Breitblättriger Rohrkolben) und up (Ort von). Der erste Siedler in Manjimup war der Holzfäller Thomas Muir, der sich 1856 in diesem Gebiet niederließ. Einige Häuser dieser frühen Siedler stehen noch heute, wie zum Beispiel das Giblett’s House von 1870 und die Dingup Church aus dem Jahr 1896. 1910 wurde der kleine Ort zur Stadt ernannt und die Eisenbahn von Perth wurde 1911 fertiggestellt.
Die Bevölkerung nahm weiter zu, als Manjimup nach dem Ersten Weltkrieg Teil des Group Settlement Scheme wurde. Hier sollten Soldaten und Einwanderer eine neue Heimat finden. Das Projekt wurde jedoch zum Misserfolg, da die Urbarmachung des Landes wegen der riesigen Bäume und dem undurchdringlichen Gestrüpp für unerfahrene Farmer sehr schwierig war. Endgültig scheiterte das Projekt, als in den 1930er Jahren während der Großen Depression die Preise für Milchprodukte zusammenbrachen.

## Wirtschaft

### Industrie

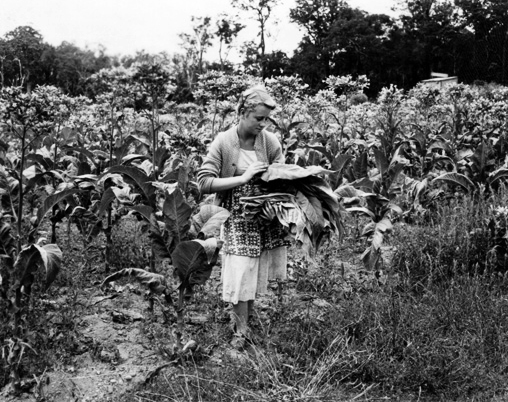
Picking tobacco leaves in 1954

Hauptindustrie dieser Region ist nach wie vor die Holzwirtschaft, gefolgt von landwirtschaftlicher Produktion von Gemüse und Früchten, Wolle und Wein. Bis in die 1960er Jahre wurde hier auch Tabak angebaut und verarbeitet.
Der Cripps Pink, besser bekannt als Pink Lady, wurde 1973 von John Cripps vom westaustralischen Landwirtschaftsministerium in Manjimup kreiert. Der Apfel wird mittlerweile auf vier Kontinenten angebaut.
Manjimup ist der führende australische Produzent von schwarzen Perigord-Trüffel. Die Kultivierung begann 1997, als 16.000 Haselnussbäume, deren Wurzeln mit den Trüffelsporen geimpft wurden, angepflanzt wurden. Im Jahr 2006 konnten dann bereits 125 Kilogramm, ein Jahr später sogar 400 Kilogramm geerntet werden.
Seit Anfang des 21. Jahrhunderts wird unter der Mitwirkung des Department of Agriculture and Food untersucht, ob die Kultivierung von grünem Tee in dieser Gegend möglich ist. Manjimup liegt im gleichen Abstand zum Äquator wie die klassischen Teeanbaugebiete der nördlichen Halbkugel und verfügt über die gleiche Niederschlagsmenge, Durchschnittstemperatur und Bodenbeschaffenheit. Versuche mit zehn verschiedenen Teesorten sollen zeigen, welche Sorte am besten geeignet ist.

### Tourismus

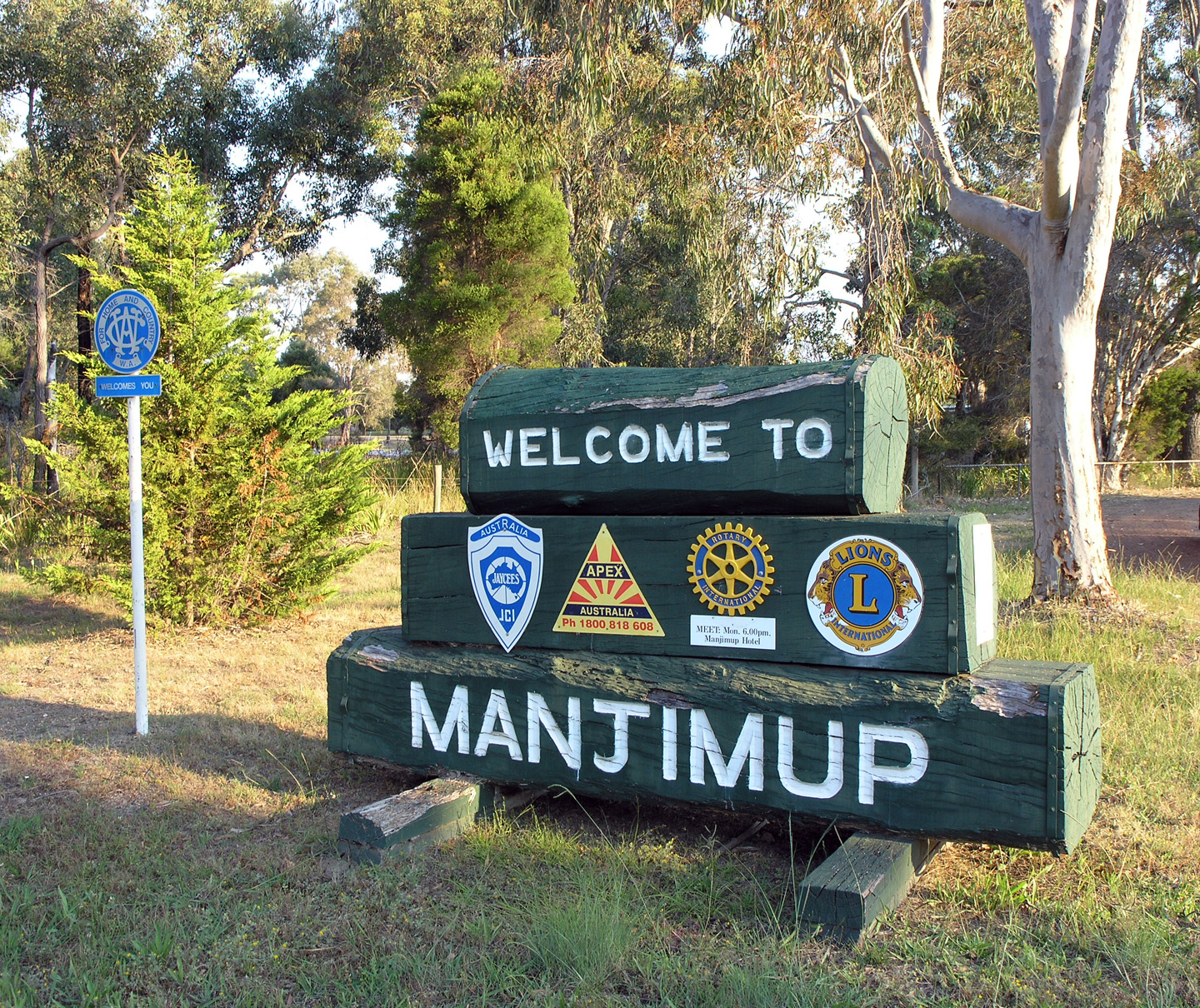
Welcome to Manjimup

Touristenattraktion sind der 51 Meter hohe Feueraussichtspunkt Diamond Tree, die “Four Aces” - vier 75 Meter hohe, über 400 Jahre alte Karribäume (Eucalyptus diversicolor), die “One Tree Bridge” - eine Brücke, bestehend aus einem einzigen Karribaum und der “Manjimup Timber Park”, ein Museum rund um die Geschichte der Stadt und die Holzwirtschaft.

## Klima
Manjimup hat ein mildes mediterranes Klima mit kalten feuchten Wintern und warmen trockenen Sommern (Kategorie Csb nach Köppen und Geiger).
|                       | Jan  | Feb  | Mär  | Apr  | Mai   | Jun   | Jul   | Aug   | Sep   | Okt  | Nov  | Dez  |   |         |
| Mittl. Tagesmax. (°C) | 27,1 | 27,0 | 24,7 | 21,0 | 17,6  | 15,2  | 14,3  | 14,9  | 16,4  | 18,7 | 21,8 | 24,8 | ⌀ | 20,3    |
| Mittl. Tagesmin. (°C) | 13,0 | 13,3 | 12,5 | 10,7 | 8,9   | 7,4   | 6,4   | 6,5   | 7,2   | 8,3  | 10,1 | 11,6 | ⌀ | 9,6     |
|                       |      |      |      |      |       |       |       |       |       |      |      |      |   |         |
| Niederschlag (mm)     | 19,1 | 19,1 | 30,6 | 60,6 | 132,2 | 168,0 | 176,2 | 147,2 | 109,9 | 77,3 | 46,6 | 25,3 | Σ | 1.012,1 |
|                       |      |      |      |      |       |       |       |       |       |      |      |      |   |         |
| Regentage (d)         | 3,4  | 3,2  | 5,0  | 8,2  | 13,6  | 16,8  | 18,6  | 16,9  | 14,5  | 11,3 | 7,3  | 4,6  | Σ | 123,4   |

| 13,0 |

| 13,3 |

| 12,5 |

| 10,7 |

| 8,9 |

| 7,4 |

| 6,4 |

| 6,5 |

| 7,2 |

| 8,3 |

| 10,1 |

| 11,6 |

| 13,0 |

| 13,3 |

| 12,5 |

| 10,7 |

| 8,9 |

| 7,4 |

| 6,4 |

| 6,5 |

| 7,2 |

| 8,3 |

| 10,1 |

| 11,6 |

## Persönlichkeiten
- Go-Jo (* 1995), französisch-australischer Sänger und Songwriter